# Sân bay Bandiagara
Sân bay Bandiagara (ICAO: GABD) là một sân bay ở Bandiagara, Mali.